# Kodamraju Pratap
Kodamraju Pratap es un diplomático indio retirado.
- Kodamraju Pratap es hijo de K. Rama Rao[1] y hermano del periodista K. Vikram Rao.[2]
- En 1954 era miembro del Indian information service cuando fue elegido por P. N. Haksar para el en:Indian Foreign Service, fue agregado de prensa en Acra en la Costa de Oro británica y publicó el discurso de Nehru sobre el tema del Canal de Suez en un semanario de la representación.
- En 1964 fue primer secretario de Alta Comisión en Nairobi.
- De 1967 a 1968 fue primer secretario de embajada de información en Bonn.[3]
- En 1971 fue primer secretario de embajada de información en Yakarta.[4]
- En 1975 fue secretario de Prensa en Washington.
- En 1977 fue embajador en Rabat con coacreditación en Túnez (ciudad).
- Hasta principios de 1979 fue el primer embajador residente en Túnez (ciudad), de donde fue llamado telegráficamente en base a un informe de una comisión de investigación. La comisión consiste de en:Jyotindra Nath Dixit, entonces secretario del en:Indian Council for Cultural Relations y Frank Dewars, Secretario Adjunto en el departamento personal, 1971 durante el Guerra indo-pakistaní de 1971 secretario de enlace con Pakistan.[5]